# Mircea Iacob
Mircea Iacob (n. 7 iunie 1922, Craiova – d. 11 aprilie 1997, București) a fost un neurochirurg român, medic militar cu gradul de general-maior.

## Biografie

### Tinerețea și studiile
A urmat școala primară la Institutul J. Javet din Craiova între 1929-1934. Între 1934-1941 a urmat liceul teoretic “Frații Buzești” din Craiova, iar între 1941-1947 Facultatea de Medicină Umană din București, fiind în același timp și elev al Institutului Sanitar Militar.
Dupa absolvire a funcționat ca intern în Serviciul 2 Chirurgie al Spitalului Militar Central, condus de Col. Dr. Petre Costescu, talentat chirurg și clinician. Susține teza de doctorat în medicină și chirurgie la 21 aprilie 1948 cu subiectul Simpatectomia lombară și indicațiile ei. Din martie 1948 până în februarie 1952 a lucrat în Spitalul Militar Oradea, inițial ca medic secundar chirurg, apoi din 1950 ca medic șef al Serviciului Chirurgie la Spitalul Militar Oradea.
La sugestia Col. Dr. Eugen Mareș, dând curs unei înclinații personale, urmează cursul de perfecționare în neurochirurgie în cadrul Institutului de perfecționare și specializare a medicilor și farmaciștilor la Clinica de Neurochirurgie București sub îndrumarea Conf. Dr. Constantin Arseni, devenind medic specialist neurochirurg. În felul acesta un urmaș al medicului militar Dumitru Bagdasar, întemeietorul neurochirurgiei în România (elevul Prof. Noica la Spitalul Militar Central Bucuresti), prelua de la urmasul acestuia, Conf. Dr. Constantin Arseni, făclia neurochirurgiei spre a o duce în mediul militar.
Sub conducerea Col. Dr. Eugen Mareș, funcționează ca medic chirurg și neurochirurg în Spitalul Militar Central, între 15 decembrie 1952 si iunie 1955, la Serviciul 1 Chirurgie, unde se înființează un nucleu de 10 paturi, afectate în exclusivitate neurochirurgiei. Aici Dr. Iacob începe a rezolva din trimestrul I/1953 cazurile de traumatologie cranio-cerebrală și vertebro-medulară, hernii de disc, cranioplastii; introducând neurochirurgia modernă, bazată pe investigații neuroradiologice și justificând nevoia de neurochirurgie pentru armată în timp de pace și campanie prin conferințe, comunicări, prezentări de cazuri.
Din august 1957 devine șeful nucleului neurochirurgical căruia i s-au afectat 15 paturi din Serviciul 2 Chirurgie, condus de General Dr. Gheorghe Petrulian.
În septembrie 1959 Dr. Iacob reușește primul la concursul de medic primar în specialitatea neurochirurgie, organizat de Ministerul Sănătății.  Între 1 octombrie 1960 și noiembrie 1964 funcționează ca medic primar neurochirurg pe 25 paturi, în cadrul Serviciul 2 Chirurgie, la Serviciul de Traumatologie și Neurochirurgie din Spitalul Militar Central, șef fiind col. dr. Niculescu Gheorghe.
Între 14 noiembrie 1964 și 14 noiembrie 1965 urmează un curs de specializare în neurochirurgie funcțională la Paris, în Clinica de Neurochirurgie funcțională a Prof. Dr. Jean Talairach, la Spitalul Sainte Anne, ca bursier al Organizației Mondiale a Sănătății. În urma susținerii lucrării Mouvements anormaux nonparkinsoniens devine la 13 ianuarie 1966, asistent străin al Facultății de Medicină din Paris.
Din 11 ianuarie 1966, când se înființează în Spitalul Militar Central Serviciul de Neurochirurgie cu 30 paturi, și până la 1 iunie 1990, când este pensionat, Dr. Iacob devine șeful Serviciului de Neurochirurgie al Spitalului Militar Central, București, având inițial ca ajutor un singur medic specialist, Dr. N. Doboșciuc, iar ulterior doi colaboratori, Dr. Blezu Aleman și Dr. Cramer Emil, care-i vor continua activitatea după pensionare, unul ca șef de secție, altul ca medic primar.
Făcând economii serioase din banii de bursă reușește să cumpere instrumentarul necesar practicării noii specialități, neurochirurgia stereotactică, pe care o va practica la întoarcerea în țară mai întâi în Clinica de Neurochirurgie și mai târziu și în Spitalul Militar Central; lucrând benevol de 2 ori pe saptămână la Clinica de Neurochirurgie, dar și în toate duminicile din iulie 1952, până la 1 noiembrie 1980. Din 1 iunie 1966 aplică la Clinica de Neurochirurgie din București sub direcția Prof. Dr. C. Arseni, chirurgia stereotactică modernă, neurochirurgia militară fiind motorul acestei supraspecialități.
Din 1970 Serviciul de Neurochirurgie din Spitalul Militar Central se extinde la 50 de paturi. Din 2 februarie 1974 devine prin ordinul (nr. 2916) al Ministerului Sănătății medic primar gradul 1 în neurochirurgie.
Ca o recunoaștere a activității neurochirurgicale efectuate de Dr. Mircea Iacob, la 10 decembrie 1979, se inaugurează Serviciul de Neurochirurgie din Spitalul Militar Central la parterul blocului chirurgical afectându-i-se 65 paturi, un bloc operator modern cu o sală mare de operații stereotaxice plombată, cu control teleradiografic de finețe al fiecărui gest chirurgical, un serviciu de neuroradiologie, un cabinet de explorări funcționale, camere de reanimare, garsoniere plombate pentru cazarea bolnavilor implantați cu 198Au, 192Ir. Se abordează toată patologia neurochirurgicală, efectuându-se inclusiv biopsii cerebrale stereotaxice, intervenții neurochirurgicale microchirurgicale, etc. Din 1981 realizează și în Spitalul Militar Central un laborator de curieterapie neurochirurgicală mutând aparatura de stereotaxie de la Clinica de Neurochirurgie din București.

### Cariera militară
- În iunie 1943 devine sublocotenent
- În noiembrie 1945 a fost avansat la gradul de locotenent
- În decembrie 1947 a fost avansat la gradul de căpitan medic.
- În decembrie 1952 a fost avansat la gradul de maior.
- În august 1955 a fost avansat locotenent-colonel la excepțional.
- în august 1961 a fost avansat colonel doctor la excepțional.
- În decembrie 1982 a fost avansat la gradul de general maior medic.
- La 1 iunie 1990 Dr. Iacob Mircea este pensionat, fiind trecut în retragere cu gradul de general de brigadă, medic

### Sfârșitul vieții
A murit pe neașteptate pe 11 aprilie 1997, în urma unui accident vascular cerebral, fiind înmormântat la dorința sa la Craiova.

## Activitate științifică si didactică
Gen. Dr. Iacob Gr. Mircea a avut o bogată și variată activitate, în care preocupările clinice s-au împletit în mod armonios cu cele publicistice și didactice. Astfel a elaborat singur sau în colaborare 9 tratate medicale, 77 comunicări publicate la revistele din țară și din străinătate, precum și 82 lucrări nepublicate, depunând memoriul de activitate, de titluri, lucrări, manuale, participări la congrese pentru titlul de doctor docent-profesor agregat. A realizat un depărtator autostatic al musculaturii paravertebrale lombare, precum și cadrul de stereotaxie, tip Talairach, cu mijloacele industriei naționale.
A colaborat la redactarea celor două ediții ale Chirurgiei în campanie din 1956 (sub îndrumarea Gral. Dr. Ion Atanasiu și Col. Dr. Eugen Mareș), respectiv 1965 (sub îndrumarea Gral. Dr. Eugen Mareș).
A participat la întocmirea tratatului “Atlas d’anatomie stéréotaxique du télencéphale” sub direcția Prof. Dr. Jean Talairach, publicat în editura Masson în 1967.
A făcut parte din colectivele conduse de Prof. Dr. C. Arseni care au elaborat lucrările Tratat de neurologie, în 5 volume (1979), Cancerul sistemului nervos (1982), Durerea în cancer (1983), Metode de neurofiziologie clinică (1984), Momente din istoria neurochirurgiei românești (1988).
În 1969 introduce pentru prima dată în țară izotopii radioactivi ca metodă de frenare sau distrugere, în cele mai diverse probleme de neurochirurgie funcțională, succesele obținute determinând creșterea frecvenței acestor intervenții la 10-12 pe săptămână între anii 1967-1972. Activitatea operatorie este comunicată în țară în Revista Sanitară Militară, Revista Neurologia, Neurochirurgia, Psihiatria, Revista Oftalmologia, dar și peste hotare în Anglia, Franța, Bulgaria. În 1973, la Congresul İnternațional de Medicină Militară care are loc la București, Dr. Iacob prezintă lucrarea Aplicarea principiilor urgenței amânate și al evacuării după destinație în cazul traumatismelor cranio-cerebrale și vertebro-medulare produse în timpul marilor calamități.
În activitatea științifică a urmărit printre altele următoarele probleme: aspectele medico-militare ale traumatologiei craniocerebrale și vertebromedulare în timp de pace și la campanie, în special a principiilor terapeutice de urgență, hernia de disc, folosirea radioizotopilor în neurochirurgia funcțională, pentru: reducerea exoftalmiei maligne edematoase, reducerea acromegaliei evolutive prin frenarea hipofizei anterioare, controlul retinopatiilor diabetice și echilibrarea diabetului zaharat; controlul diabetului insipid și a metastazelor cerebrale de melanom malign, prelungirea vieții bolnavilor cu cancere hormonodependente (sân, prostată), tratamentul bolilor extrapiramidale, al epilepsiei, psihochirurgia; chirurgia durerii în nevralgia de trigemen, a hiperpatiei talamice, dureri intratabile; realizarea radioterapiei interstițiale in situ pentru tumorile maligne, cerebrale, de mici dimensiuni. A introdus și folosit în România electrocorticografia, stereoelectroencefalografia, biopsiile cerebrale stereotaxice, reperajul stereotaxic pentru localizarea corpilor străini metalici intracranieni. De asemenea s-a preocupat de atitudinea terapeutică actuală în tumorile de pineală, în tumorile cerebrale la bătrâni, administrarea metrotrexatului intratecal în diseminările spinale ale meduloblastoamelor și ependimoamelor, drenajul extern decliv în plăgile operatorii neurochirurgicale.
Gen. Dr Iacob Gr. Mircea a avut o bogată activitate socială și didactică:
- 1946-1947 - preparator benevol al Catedrei de Anatomie al Facultății de Medicină Umană din București
- 1948-1952 - secretar al Uniunii Societății Științelor Medicale Oradea, filiala militară
- 1949 - a înființat Spitalul Militar Târgu Mureș.
- 1950 - profesor la Cursul de pregătire a medicilor militari și la Cursul de orientare în neurochirurgie a chirurgilor ce urmau să studieze în străinatate neurochirurgia
- 1959 - profesor la Cursul de orientare a chirurgilor civili în chirurgia de campanie
- 1961-1974 - membru in comitetul de redacție al Revistei Sanitare Militare
- 1964-1966 - membru comisiile de atestare ale specialiștilor neurochirurgi ai Ministerului Sănătății și Prevederilor Sociale
- 1973-1990 - membru al Comitetului de conducere al Societății de Neurologie și Neurochirurgie
- 1987-1996 - membru al Asociației Oamenilor de Știință din România (secția neurală)
- a fost specialist consultant pentru neurochirurgie al Policlinicii Ministerului Apărării Naționale, al Policlinicii nr.10, precum și al Spitalului Elias

Din 1991 i s-a recunoscut activitatea depusă pe front în al 2-lea război mondial ca medic sublocotenent, devenind „veteran de război”.
Pentru activitatea profesională deosebită a fost decorat cu înalte ordine romanesti și străine: „Meritul Militar”, „Meritul Sanitar”, „Tudor Vladimirescu” și „Drapelul Republicii Populare Democrate Coreene”.
Elev apreciat al profesororilor C. Arseni și Jean Talairach, generalul Dr. Iacob a reușit să devină unul dintre cei mai reputați și bine cotați neurochirurgi din țară, Serviciul de Neurochirurgie din Spitalul Militar Central fiind printre cele mai solicitate de câtre pacienții civili, alături de cei militari, grație calităților profesionale, cât și umane ale Doctorului Iacob. Înzestrat cu o deosebită disciplină a muncii și autoexigență, pe care le impunea și colaboratorilor, era sever, dar corect față de discipoli și de bolnavi, așa cum era și în plaga în timpul operațiilor. Modest și cinstit în relațiile colegiale se remarca printr-o putere de muncă deosebită, egalată numai de dragostea pentru bolnavi și specialitate.
Deși din tinerețe suferea de o fibrilație atrială care-i necesita cruțare și tratament medical, a continuat să-și impună același ritm de muncă pe parcursul a peste 25 ani, impunându-și o disciplină de viață riguroasă, precum și un regim alimentar draconic.
Temperament reținut, nu ezita să-și spună părerea când era cazul și era ferm pe poziția sa în diferite situații medicale sau sociale. Competența, activitatea și realizările sale pe plan neurochirurgical au făcut să fie solicitat în țară și peste hotare, chiar după pensionare, răspunzând oricărei solicitări de consult în specialitate cu generozitate. Corect și devotat în relațiile de serviciu a fost în același timp un soț afectuos, un tată și bunic devotat, transmițând fiului dragostea și pasiunea pentru neurochirurgie, iar nepoților dăruindu-le căldura și bucuriile necesare vârstei.
Întemeietor al neurochirurgiei militare românești, Gen. Dr. Iacob Gr. Mircea a fost o personalitate medicală de excepție, cercetător și dascăl pasionat, dar mai ales devotat bolnavilor pentru care și-a sacrificat întreaga viață, fiind o pildă de integritate profesională, corectitudine, omenie.

## Aprecieri publice
Considerații ale personalităților care au facut referire la activitatea Gen. Dr. Iacob:
Dr. Sofia Ionescu - prima femeie neurochirurg

"Dr. Iacob a dăruit din plin neurochirurgiei militare și civile toată forța sa de muncă, cu riscul sănătății, procurând în timpul stagiului de la Paris cu fonduri personale, ustensile și electrozi pe care le-a donat secției de stereotaxie. Va ramâne în amintirea noastră un medic și om de excepție, sobru, harnic, conștiincios, meticulos, cu competență deosebită în neurochirurgie și în activitatea științifică."

Col. Dr. Baciu Dumitru: 
 "Pentru toți cei care l-am iubit și apreciat, colegi de spital sau de specialitate, foști pacienți, cărora le-a dăruit sănătate sau elevi cărora le-a transmis din cunoștiințele și principiile sale de viață, păstrăm o caldă amintire și prețuire aceluia care a fost întemeietorul neurochirurgiei militare, personalitate de seamă a medicinei militare și un medic cu deosebite calități profesionale și umane Generalul Dr. Mircea Iacob".

Col. Dr. Sanda Gheorghe: 

"Cu Gen. Dr. Iacob, ilustru medic militar, nu dispare numai un om de exceptie, un chirurg de mare talent, creatorul neurochirurgiei în armata noastră, un om de o tenacitate admirabilă, ci și unul din modelele medicului, dăruit cu toată ființa celor aflați în suferință. Generalul Dr. Iacob nu s-a amăgit cu victorii facile, nu i-au plăcut publicitatea ieftină și găunoasă. A trăit modest și demn, a murit modest și demn. A lăsat câțiva neurochirurgi și neurologi de care poate să fie mândru. A fost creator de școală neurochirurgicală în armată, bucurându-se de stimă și respect deosebit printre bolnavii militari și civili, precum și printre neurochirurgii din România. 
În cele peste 20 000 de operații pe care le-a făcut forțând adeseori imposibilul, Generalul Dr. Iacob a uitat, deși o știa foarte bine, că mici măcar medicul nu este Dumnezeu. Așa se explică tenacitatea extraordinară cu care s-a dăruit profesiei. În munca sa nu au contat gradele, privilegiile, funcțiile. Așa a fost Generalul Iacob - o statuie de integritate profesională pe care toți l-au iubit și stimat și pe care nu-l vor putea uita".